# Boa (Schal)

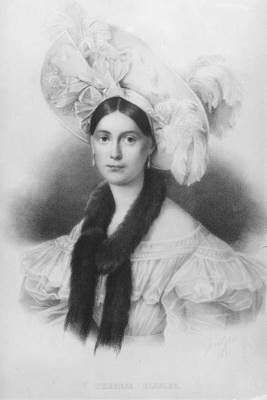
Pelzboa; Tänzerin Therese Elßler (1808–1878)

Eine Boa ist ein langes, schalähnliches Kleidungsstück, benannt nach der Riesenschlangengattung Boa. Von der Zeit des Wiener Kongresses (1814 bis 1815) bis in die 1870er Jahre waren Pelz- und Federboas besonders gefragt. Das vorläufige Ende der Pelzboa-Mode begann in den 1840er Jahren, zusammen mit dem Verschwinden der dekolletierten Kleidung.
Die Boa ist üblicherweise in sich rund gearbeitet, so dass das Pelzleder oder die Federkiele von Haaren beziehungsweise Federn bedeckt sind. Die Pelzboa ist dabei eine von vielen Abwandlungen klassischer Pelzkolliers, pelzbesetzter Kragen und Pelzstolen. Allerdings bereits in den alten Stämmen sibirischer Völker und ihren Nachfolgern, den Tschukten, Ewenen, Tungusen und Jakuten wurden lange Streifen von Rentierfell längs gefaltet und rund zusammengenäht. Andere wanden Eichhörnchenfellstücken und Hasenschwänze um Lederstreifen und nähten sie daran fest, in einer Länge, dass sie mehrfach nicht nur um den Hals gelegt werden konnten, sondern das ganze Gesicht bedeckten.
Im Barock waren noch sogenannte Flohpelze in Gebrauch, Pelze, die über die Schulter gelegt wurden und Flöhe von der Trägerin abhalten sollten. Pelzboas und Stolen aus Silberfuchsfell wurden durch das Aufkommen der Pelztierzucht vor dem Zweiten Weltkrieg erheblich preisgünstiger, Pelzboas aus dieser früher nahezu unerschwinglichen Pelzart wurden vorübergehend zum Markenzeichen von Straßenmädchen. Um die 1990er Jahre waren Boas aus Fellschweifen, meist Fuchs, aber auch beispielsweise Waschbär in Mode, häufig mit einem ausgearbeiteten Kopf der gleichen Fellart versehen.
Die Federboa ist als ergänzendes Schmuckelement, vornehmlich bei besonderen Anlässen, wie beispielsweise im Karneval, auch heute gebräuchlich. In der Showbranche, im Vaudeville, in Travestieshows und in der New Burlesque war und ist die Federboa stilbestimmend. Ende des 19. und zu Beginn des 20. Jahrhunderts, besonders aber auch in den 1920er-Jahren, war in vielen Varietés und Nachtclubs die Boa ein erotisierendes Utensil von Showtänzerinnen und Prostituierten. In den 1990er Jahren wurde die Federboa auch in der Raveszene ein verbreitetes Accessoire.

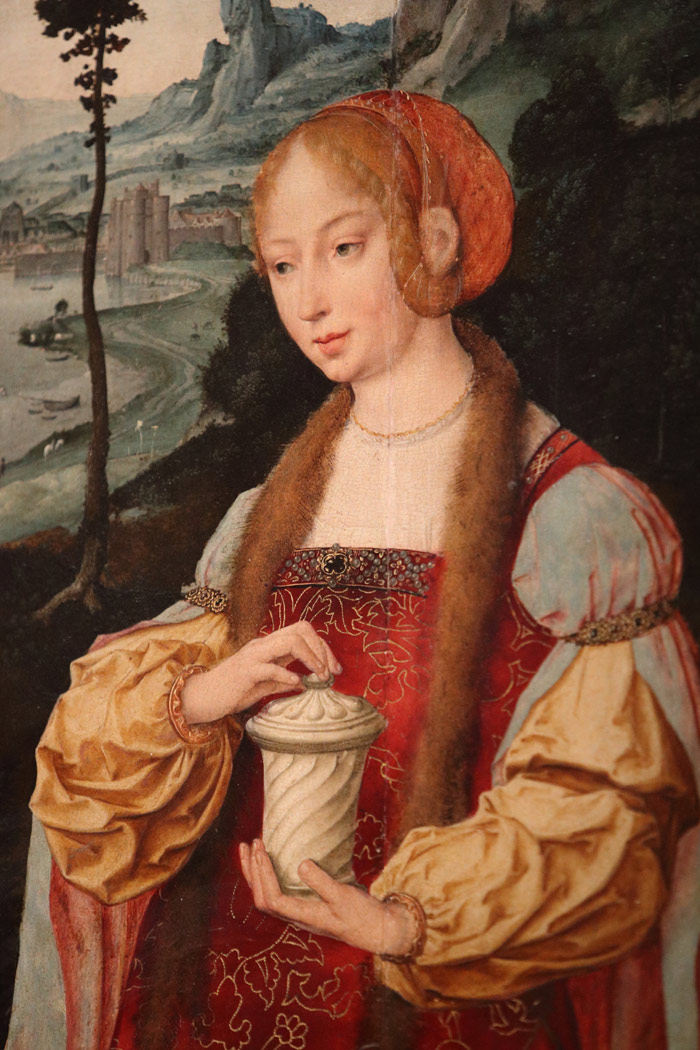
Frau mit Fellboa (1515)
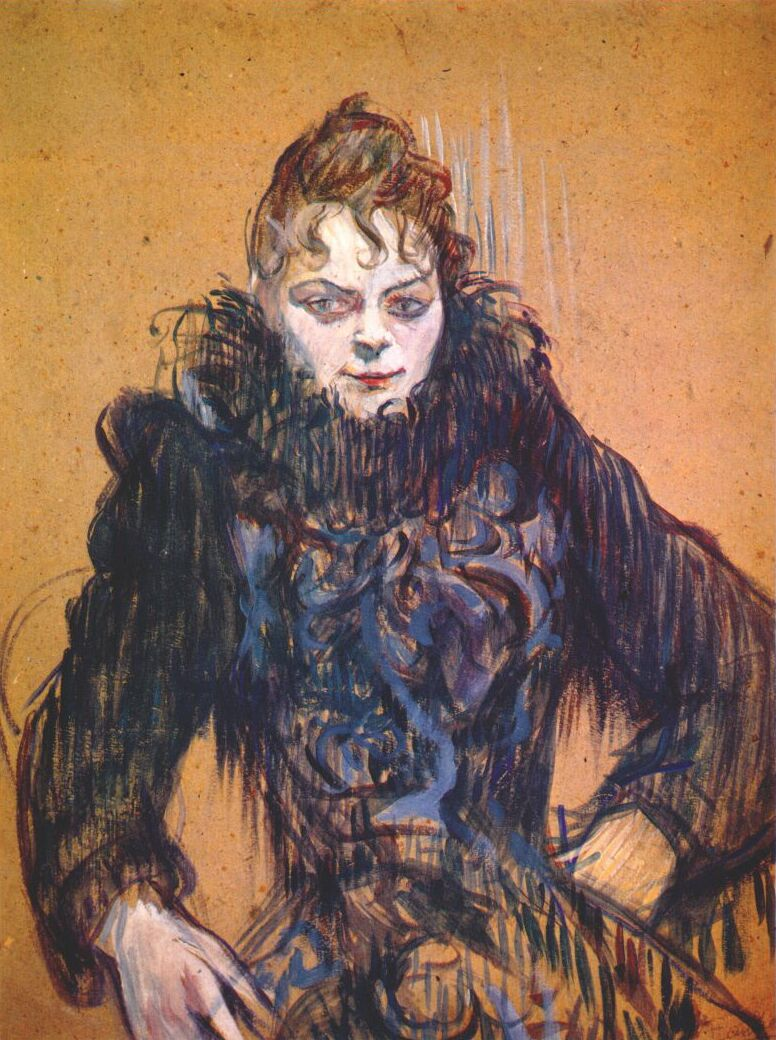
Frau mit schwarzer Federboa (1892)
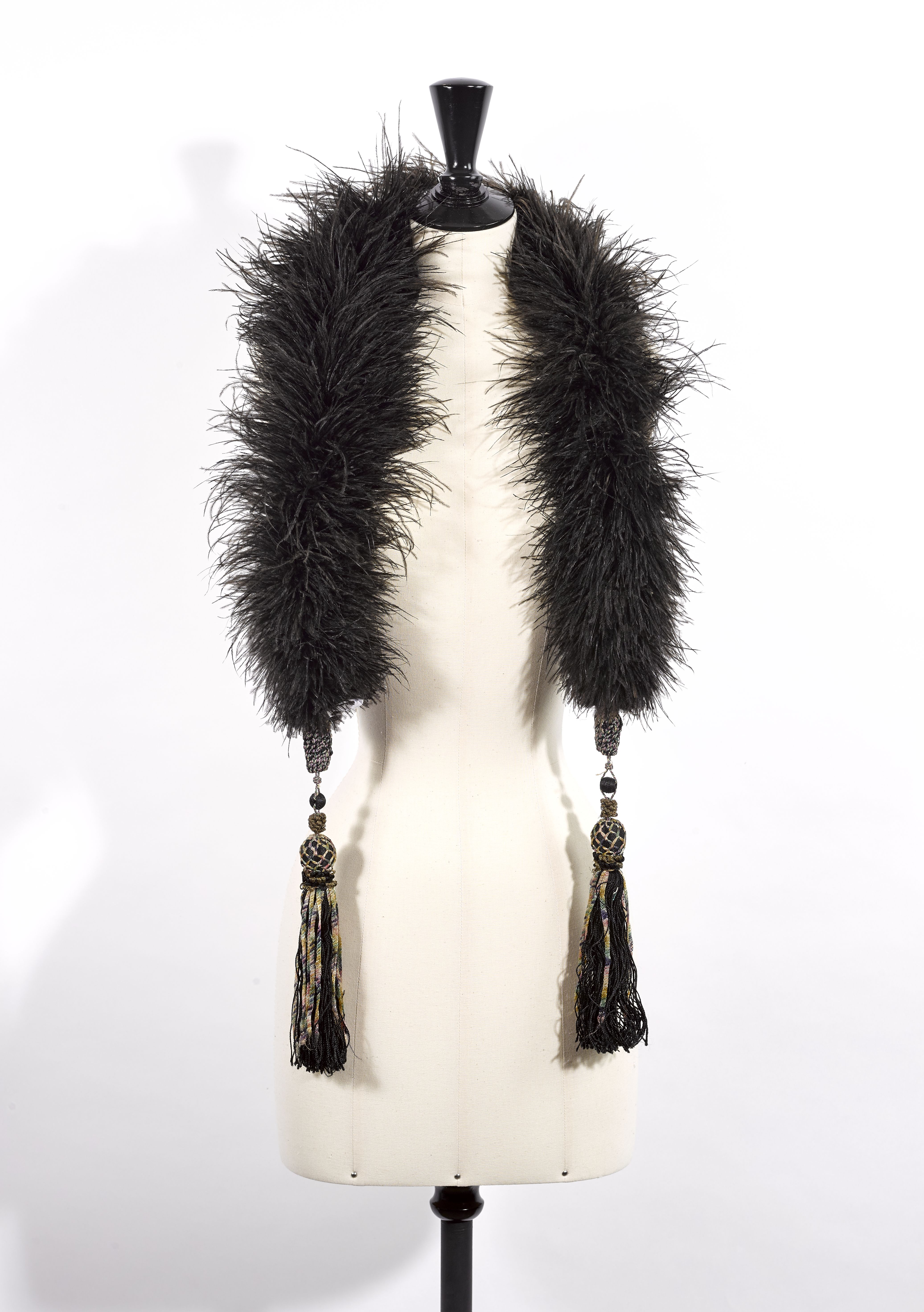
Boa aus Straußenfedern
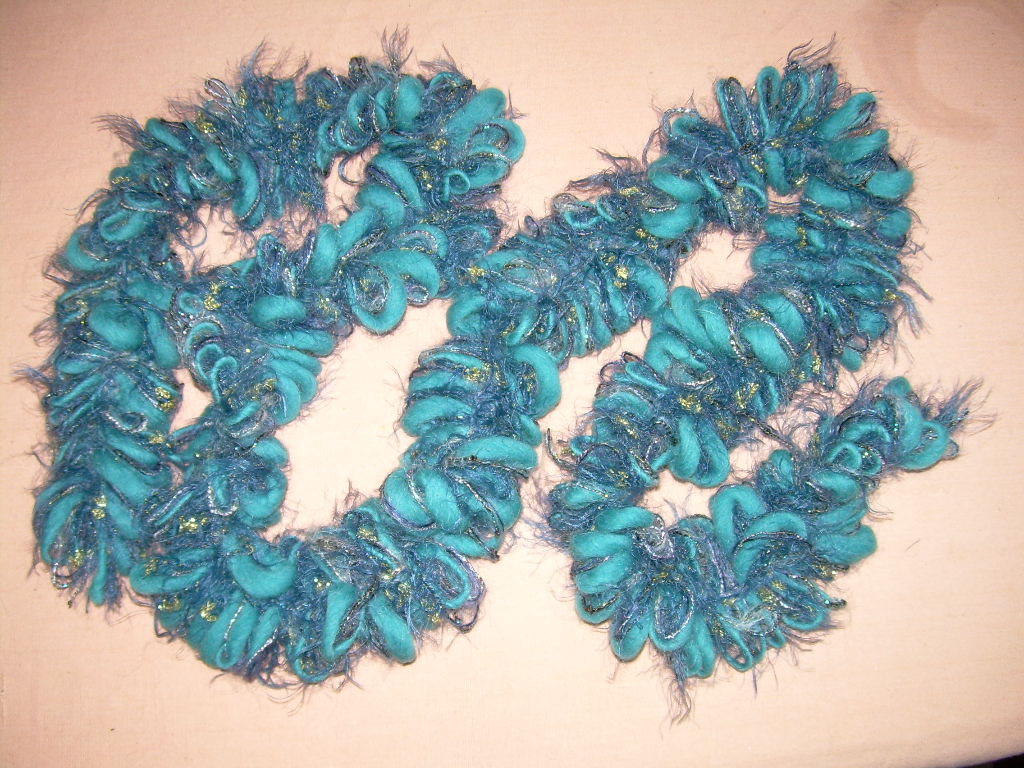
Blaue Stoffboa
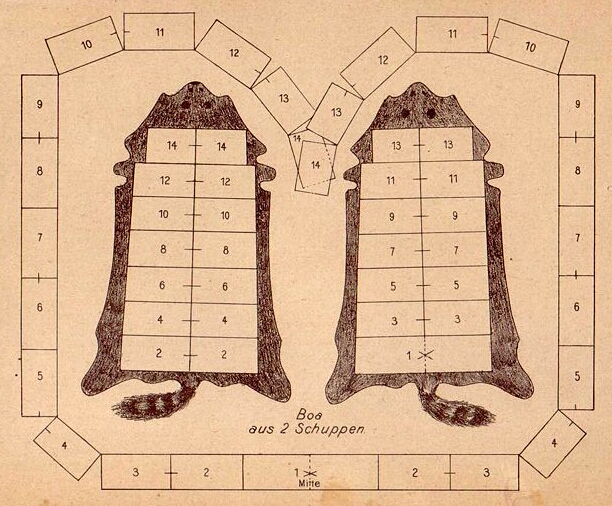
Zuschnitt für eine Boa aus zwei Waschbärfellen, 1895
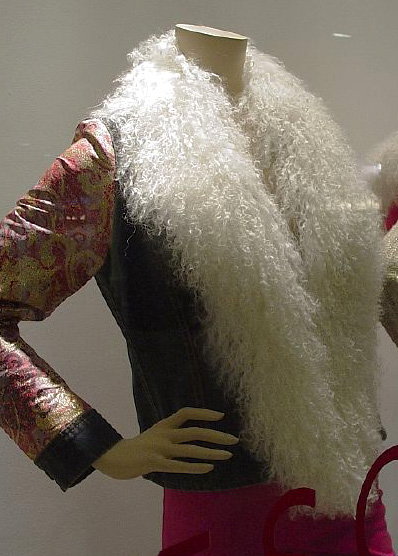
Boa aus Tibetlamm in einem Schaufenster
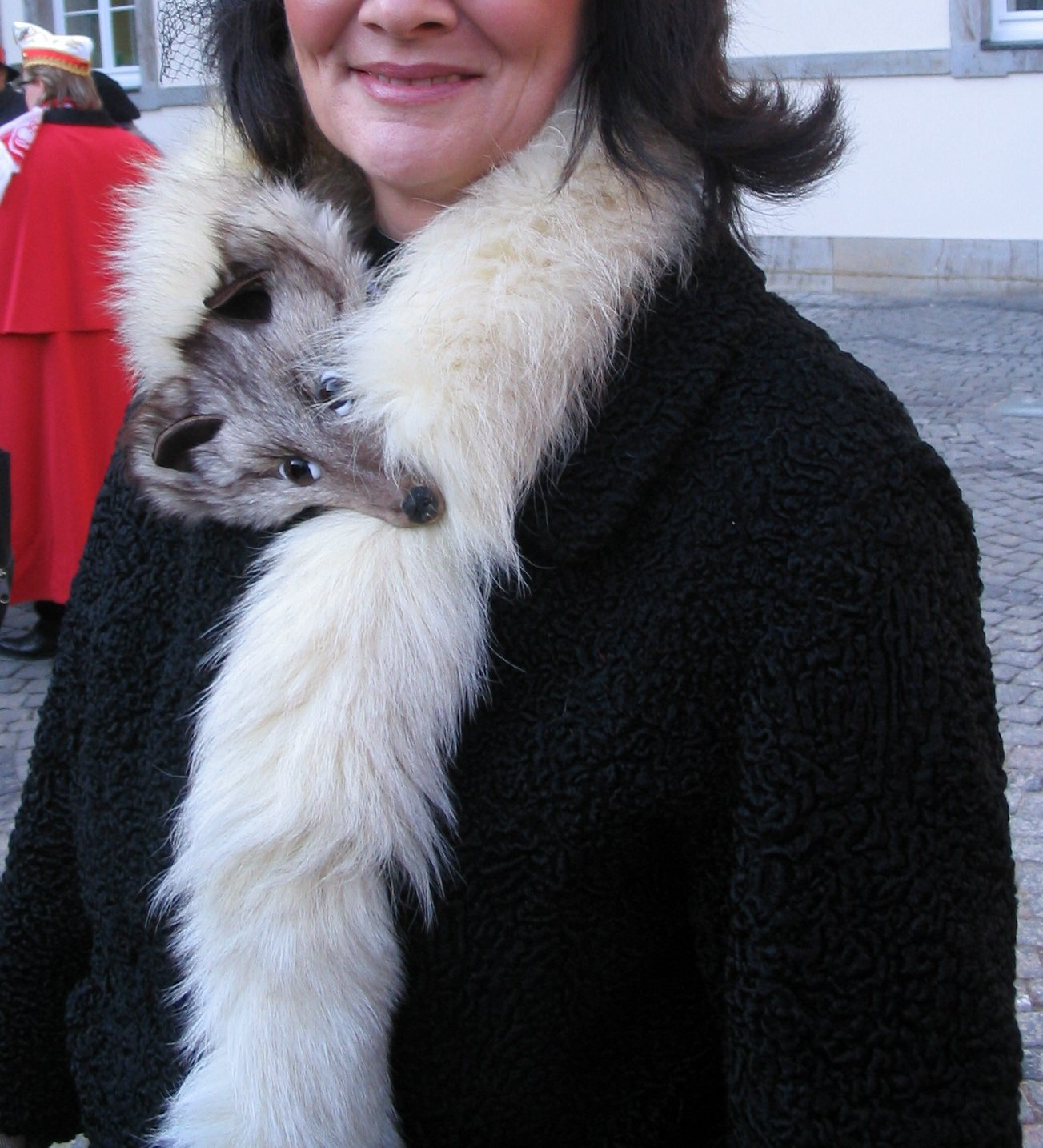
Blaufuchsschweif-Boa mit Kopf
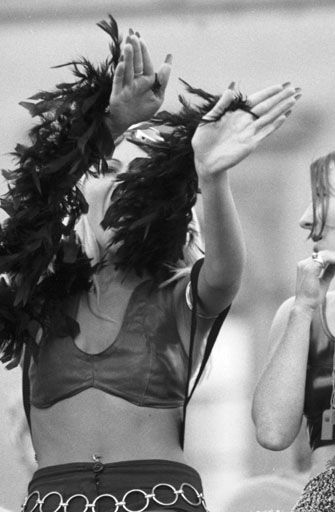
Raver mit Federboa

## Belege
1. ↑  Alexander Tuma: Pelz-Lexikon. Pelz- und Rauhwarenkunde. XVII. Band. Verlag Alexander Tuma, Wien 1949. Stichwort „Boa“
2. ↑  Wußten Sie schon? In: Rund um den Pelz Nr. 10, Oktober 1951, Fulde-Verlag Köln, S. 64.
3. ↑  Francis Weiss: From Adam to Madam. Aus dem Originalmanuskript Teil 2 (von 2), im Manuskript S. 178 (engl.)
4. ↑  Gabriela Muri: Aufbruch ins Wunderland?: Ethnographische Recherchen in Zürcher Technoszenen 1988–1998. Chronos Verlag, Zürich 1999, ISBN 978-3-0340-1178-5.